# 세레니티 (2019년 영화)
《세레니티》(영어: Serenity)는 미국에서 제작된 스티븐 나이트 감독의 2018년 미스터리 스릴러 영화이다. 매슈 매코너헤이, 앤 해서웨이, 다이앤 레인, 제이슨 클라크, 자이먼 운수, 제러미 스트롱 등이 출연하였고, 그레그 셔피로 등이 제작에 참여하였다.
2017년 1월 처음 영화 제작이 발표되었고, 주 촬영은 그 해 7월 모리셔스에서 시작되었다.
2019년 1월 25일 미국에서 아비론 픽처스에 의해 개봉되었으며 대체로 부정 평가를 받았다. 박스 오피스 봄이 되었다.

## 줄거리
평온한 삶을 영위하던 낚싯배 선장 베이커에게 어느 날 전 아내 캐런이 찾아와 폭력적인 새 남편 프랭크를 살해해 자신과 아들 패트릭을 구해달라고 부탁한다.

## 출연
- 매슈 매코너헤이 - 존 메이슨/베이커 딜 역
- 앤 해서웨이 - 캐런 재리애커스 역
- 다이앤 레인 - 콘스턴스 역
- 제이슨 클라크 - 프랭크 재리애커스 역
- 자이먼 운수 - 듀크 역
- 제러미 스트롱 - 리드 밀러 역

## 기타 제작진
- 배역: 무니엔 리, 존 하부
- 미술: 앤드루 매캘파인
- 의상: 대니 글리커
- 음향 감독: 이언 윌슨
- 스턴트: 코델 매퀸
- 시각 효과: 앤절라 바슨